# 橋本直樹 (バレエダンサー)
橋本 直樹（はしもと なおき、1982年 - ）は、東京都出身のKバレエカンパニー所属のバレエダンサー。

## 概要
6歳より矢沢バレエスクールにてバレエを始める。
1998年～2001年、モスクワのボリショイ・バレエ学校に留学。
2002年、NBA全国舞踊コンクール クラシック シニアの部第1位。
2002年、国立バレエ・モスクワにソリストとして入団。
2006年7月K-BALLET COMPANYに入団。
2007年4月ソリストに。
2007年5月15日の「海賊」の本番中、熊川哲也が右膝前十字靭帯を損傷したため降板となり、急遽代役となりアリ役を見事終演まで、演じきったことで注目を集める。
2007年7月19日・22日の「ドン・キホーテ」公演にバジル役で出演が予定されていたが、リハーサル中に左膝前十字靱帯を損傷したため、出演が出来なくなる。
2009年9月ファースト・ソリストに昇格。
2010年Kバレエスクール・ティーチャーズトレーニングコース終了、K-BALLET SCHOOL の教師になる。
2013年矢沢バレエスクールの講師となる。

## 主な出演作
- 「海賊」のアリ／ランケデム
- 「くるみ割り人形」のくるみ割り人形／王子
- 「コッペリア」のフランツ
- 「白鳥の湖」のベンノ／パ・ド・トロワ／道化
- 「ジゼル」のパ・ド・シス
- 「パッシング・ヴォイス」第1章主演
- 「ベートーヴェン第九」第1章主演
- 「シンフォニー・イン・C」第3章主演
- 「放蕩息子」主演
- 「バレエ ピーターラビットと仲間たち」のピーターラビット
- 「ロミオとジュリエット」ロミオ／マキューシオ
- 「眠れる森の美女」青い鳥
- 「シンデレラ」王子
- 「Evolve」
- 「スーパー・ダンス・プレミアム」
- 「LOVE IS ALL 2023」[2]

## エピソード
- 子供のころ、中学生までは、野球三昧のスポーツ少年だった。
- 「海賊」代役が決まって休憩時間の２５分の間に準備したので「ドーランより先にアイラインを引いてしまった」とユーモアも交えてコメントも発表。熊川哲也から「長かったろう」とねぎらわれたことが心に残っている[3]。